# Hudson's Bay (film)
Hudson's Bay is een Amerikaanse film uit 1941 onder regie van Irving Pichel. Destijds werd hij in Nederland uitgebracht onder de titel Pelsjagers van Hudson's Bay.

## Verhaal
De film begint in Canada in 1667. Pierre-Esprit Radisson is een pelsjager die samen met een kameraad de gouverneur van Albanië ervan probeert te overtuigen geld te investeren in een kantoor nabij de baai van Hudson. De gouverneur vermoedt dat ze bedriegers zijn en laat ze in een cel gooien. Daar ontmoeten ze Lord Edward Crewe, een man van adel die door Karel II werd verstoten uit Engeland. Hij legt uit dat Karel II dit deed omdat Edward te veel grappen uithaalde en hem in de weg stond bij zijn wederopbouw van Londen na de Grote brand.
Edward overtuigt Radisson en zijn kameraad hem te helpen ontsnappen in ruil voor financiering voor een eigen bedrijf in Montreal. Radisson reist vervolgens naar Hudson's Bay om de ruilhandel aan te gaan met indianen. Aan Edward vertelt hij zijn wensen om een land te creëren waarin blanken en indianen goed kunnen samenwerken. Hij reist naar een gebied in Canada om een handelpraktijk te beginnen met bont, maar dit moet hij, tot grote woede, inleveren aan de Franse gouverneur D'Argenson. Hij hoopt op steun van Karel II en reist met Edward naar Engeland.
Koning Karel II is onder de indruk van Radissons verhaal en belooft hem zijn steun in ruil voor 400.000 stukken bont. Nadat Radisson dit heeft gedaan, krijgt hij een aantal mannen meegestuurd om hem te helpen. Een van die mannen is Gerald Hall, de broer van Edwards liefje Barbara. Radisson vindt dat hij te veel klaagt en laat hem achter. Als reactie dreigt Gerald een oorlog met indianen te ontketenen. Ondanks Edwards waarschuwingen voor de gevolgen, geeft Radisson zijn mannen de opdracht Gerald neer te schieten. Hij wordt samen met zijn kameraad en Edward gearresteerd door Karel II. Uiteindelijk komt Barbara ter redding. Zij vertelt hem dat ze hen heeft vergeven voor de moord op haar broer en laat de drie mannen bevrijden.

## Rolbezetting
| Acteur         | Personage         |
| -------------- | ----------------- |
| Paul Muni      | Irving Pichel     |
| Gene Tierney   | Barbara Hall      |
| Laird Cregar   | Gooseberry        |
| John Sutton    | Lord Edward Crewe |
| Virginia Field | Nell Gwynn        |
| Vincent Price  | Karel II          |
| Nigel Bruce    | Prins Ruprecht    |
| Morton Lowry   | Gerald Hall       |

## Achtergrond
Al in 1936 openbaarde Darryl F. Zanuck, van de studio 20th Century Fox, plannen om een film te maken over de baai van Hudson. Echter, in 1937 was ook de studio Paramount Pictures bezig met een film over dezelfde thema, met Cecil B. DeMille als regisseur. In 1939 werden plannen tijdelijk gestaakt, omdat men geloofde dat de film geen succes zou worden. Op dat moment was Tyrone Power gecast in de hoofdrol. In 1940 hervatte Zanuck de voorbereidingen, met Don Ameche of Dean Jagger in gedachten voor de hoofdrol. Vervolgens werd Henry Fonda aangesteld als de hoofdrolspeler, maar hij werd uiteindelijk vervangen door Paul Muni.
De vrouwelijke hoofdrol ging naar Gene Tierney. Zij had onlangs haar filmdebuut gemaakt en wist geen indruk te maken op de pers of het publiek. Om die reden was ze zeer nerveus tijdens de opnames. De dag waarop ze haar eerste filmzoen moest geven aan John Sutton, werd ze gerustgesteld door Nigel Bruce.